# SPAD S.VII
SPAD S.VII byl úspěšný francouzský stíhací dvouplošník z doby první světové války. První S.VII se na západní frontě objevily na podzim 1916 a od počátku následujícího roku až do jara 1918 nesly ve francouzském letectvu hlavní tíhu vzdušných bojů. Důležitou roli hrály i v italském letectvu. V kokpitu S.VII dosahovala alespoň části svých sestřelů většina francouzských a italských leteckých es, včetně těch nejproslulejších jako byli René Fonck, Georges Guynemer, Georges Madon, Francesco Baracca ap. SPADy za své úspěchy vděčily odlišné filozofii uplatněné při jejich stavbě. Zatímco jejich současníky byly relativně „křehké“ stroje s vynikající obratností, kterou využívaly ve slavných psích soubojích, SPADy byly robustní stroje se skvělou stabilitou tolik důležitou při míření a střelbě. Tím byly předurčeny ke způsobu boje typickému spíše pro druhou světovou válku, na protivníka útočily z převýšení a po zasypání cíle kulometnou palbou unikaly střemhlavým letem.
Po skončení první světové války byly SPADy z válečných přebytků prodávány do nově se rodících letectev po celém světě. Rovněž Československo zčásti zakoupilo a zčásti dostalo darem celkem 140 kusů a stalo se tak po Francii a Spojených státech jejich třetím největším poválečným uživatelem. SPADy tvořily páteř československého stíhacího letectva až do poloviny 20. let.

## Vývoj
Šéfkonstruktér firmy SPAD inženýr Louis Béchereau začal s vývojem jednomístného dvouplošníku s tažným motorem na počátku roku 1915. Prototyp s označením SPAD S.V byl poháněn nově vyvinutým osmiválcovým motorem do V Hispano-Suiza 8Aa švýcarského konstruktéra Marca Birkigta, který poskytoval plných 150 k (110 kW) při 1450 ot./min a dovolil prototypu dosáhnout v dubnu 1916 rychlosti 213 km/h. Při návrhu letounu Béchereau využil některé úspěšné konstrukční prvky ze svého předchozího typu SPAD A.2, jako byly např. zadní část trupu, svislé ocasní plochy a typická tenká křídla s jednokomorovým vyztužením a pomocnými vzpěrami uprostřed polovin křídla.
Velení Francouzského letectva výkony letounu zaujaly natolik, že 10. května 1916 objednalo 268 sériových strojů pod označením Spa.7.C.1 (C jako chasseur (stíhač) a číslice 1 jako jednomístný). Mnohem častěji se ale používalo původní tovární označení S.VII.C1 nebo jen prosté S.VII. Sériové S.VII se od původního S.V lišily větším rozpětím horního i dolního křídla.
Počátky sériové výroby byly poznamenány skluzy ve výrobě (na konci roku 1916 bylo dodáno jen 143 kusů místo plánovaných 280) zapříčiněné hlavně nepřipraveností dodavatelů chladičů a jejich nekvalitní prací. Vzhledem k množství objednaných letounů (objednávky se dále zvyšovaly) se na výrobě SPADů S.VII podílely mimo mateřské továrny i další výrobci ve Francii, Velké Británii a Rusku. Ve Francii to byly ještě Blériot Aéronautique, Les Ateliers d'Aviation L. Janoir, Kellner et ses Fils, Construction aéronautique Edmond de Marcay (1800 kusů), L'Atelier de construction d'Appareils d'Aviation Roger Sommer, Les Ateliers de Construction Régy Frères (200 kusů), Société d'Etudes Aéronautiques a koncern Grémont. V Británii SPADy vyráběly firmy Mann, Egerton & Co (120 kusů) a Blériotova pobočka v Brooklandu, přemístěná později do Addlestonu a přejmenovaná na Blériot & Spad (100 kusů). V Rusku před Říjnovou revolucí vyrobila asi 100 kusů firma Akcioněrnoje obščestvo Duks v Moskvě. Takové množství výrobců zákonitě vedlo k určitým rozdílům mezi jednotlivými letouny např. v použitých větrných štítcích, krytech chladičů, použitých materiálech ap.

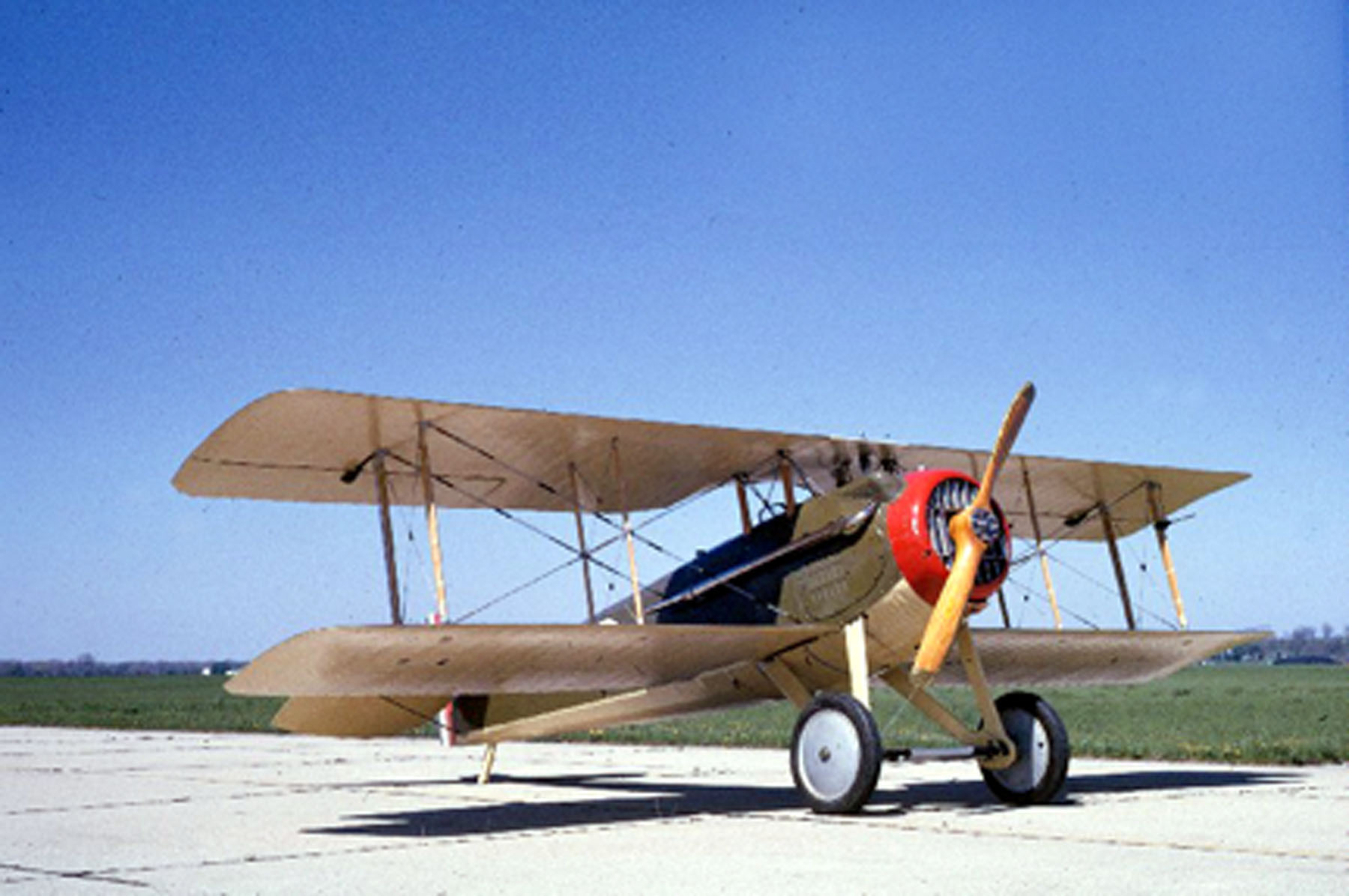
SPAD S.VII v Národním muzeu USAF

Hlavní změnou, které se SPADy S.VII dočkaly, bylo použití nového, silnějšího motoru Hispano-Suiza 8Ab o výkonu 180 k (132 kW) při 1700 ot./min. Byla jím vybavena naprostá většina z 5600 S.VII vyrobených ve Francii. Zároveň s novým motorem byla zavedena do výroby i další změna – nové křídlo se stejným rozpětím ale větší plochou. Od dubna 1917 už sjížděly z linek jen letouny s novým motorem i s novými křídly.
Od poloviny roku 1917 byly SPADy vybavovány pumovými závěsníky pro dvě 10kg bomby na zadních vzpěrách podvozkových nohou. U několika letounů byla výzbroj rozšířena o rakety Le Prieur, jejichž vodící lišty byly montovány na vnitřní mezikřídelní vzpěry a potah spodního křídla dostal plechový kryt. Některé SPADy S.VII sloužící u Royal Flying Corps v Mezopotámii dostaly nad horní křídlo kulomet Lewis po vzoru RAF S.E.5, sklopně lafetovaný na kolejničce Foster (zbraň střílela nad okruhem vrtule, přičemž zbraň bylo možno stáhnout dolů pod úhlem asi 45°; to jednak pilotovi umožňovalo poměrně snadnou výměnu zásobníku, jednak bylo v této poloze možné vést i palbu, což někteří stíhači využívali při útoku na dvoumístné letouny ke střelbě z mrtvého úhlu, kdy je neohrožovala palba střelce protivníkova letounu).
Ve snaze o další zlepšení výkonů letounu byl do draku S.VII zamontován ještě výkonnější motor Hispano-Suiza 8B o výkonu 200 k (147 kW). Dva takové exempláře létaly v srpnu 1917 ve Francii a jeden nebo dva další v Británii. Sériově se ale nestavěly, protože pro nový motor byla k dispozici už i nová konstrukce draku, která lépe využívala možností výkonnějšího motoru. Tak vznikly typy SPAD S.XII a SPAD S.XIII.

## Historie nasazení

### Francie

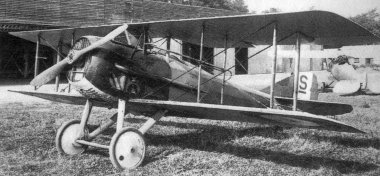
SPAD S.VII

Prvním SPADem S.VII nasazeným na frontě byl stroj č. S.122, jenž dostal 23. srpna 1916 k dispozici velitel Escadrille N 26 poručík Armand Pinsard. Do prvního souboje se Pinsard s novým letounem dostal o tři dny později, ale prvního ověřeného sestřelu s ním dosáhl až 1. listopadu 1916.
První letouny byly přidělovány osvědčeným stíhačům jako byl např. Georges Guynemer, kteří dokázali ocenit jeho vlastnosti. Sám Guynemer dostal nový SPAD č. S.115 už 2. září – byl to první ze tří S.VII, s kterými Guynemer létal a už 4. září na něm dosáhl svého 15. sestřelu. Záhy bylo jasné, že S.VII sice nepřekonává své protivníky obratností, zato ale byl ve vzduchu rychlý, velice stabilní a umožňoval tak přesné zamíření, měl dobrou stoupavost a mimořádnou strukturální pevnost. Posledně jmenovaná vlastnost mu umožňovala kdykoli uniknout ze souboje přechodem do střemhlavého letu, který si např. německé Albatrosy, ale i francouzské Nieuporty nemohly dovolit, protože se jim při vyšších rychlostech lámala křídla.
Při prvních dodávkách na frontu se ale objevily i problémy s chlazením motoru, jež se v právě začínající zimě podchlazovaly a ztrácely výkon. To bylo nakonec vyřešeno instalací regulovatelných žaluzií před chladič. Dalším problémem se ukázalo být nedostatečně pevné uchycení motoru. V důsledku vibrací a tvrdých přistání se úchyty motoru ohýbaly a praskaly. Řešením bylo zesílení úchytů a v nejslabších místech jejich vyztužení ocelovým kováním. Po krátké době také vyvstala nutnost instalace výkonnějšího motoru, která byla vyřešena použitím nové verze motoru HS 8Ab. Prvním SPADem s novým motorem poslaným na frontu byl stroj č. S.254, který se stal třetím S.VII Georgese Guynemera a zároveň letounem, na kterém nasbíral největší část ze svých vítězství – rovných 19.
Dodávky byly zpočátku pomalé (na konci října bylo na frontě jen 25 S.VII), ale poté se zlepšily a 25. února 1917 už u jednotek sloužilo 268 SPADů. K 1. srpnu 1917 mělo francouzské letectvo k dispozici 495 standardních SPADů S.VII – 445 u asi 50 stíhacích Escadrille a leteckých parků, 32 v Réserve Générale d'Aviation, 15 bylo připraveno k dodání a 3 byly letu neschopné.
Na S.VII se postupně přesunula hlavní tíha vzdušných bojů a zůstala na nich i dlouho po uvedení novějších SPADů S.XIII, protože i ty se potýkaly s problémy při náběhu výroby. Není tedy příliš překvapivé, že na S.VII získávala vítězství skoro všechna francouzská letecká esa. René Fonck jich z celkových 75 dosáhl 13 na S.VII, Georges Guynemer (na SPADu S.VII dosáhl 34 z celkem 53 vítězství), Georges Madon (41 vítězství) atd.

### Velká Británie

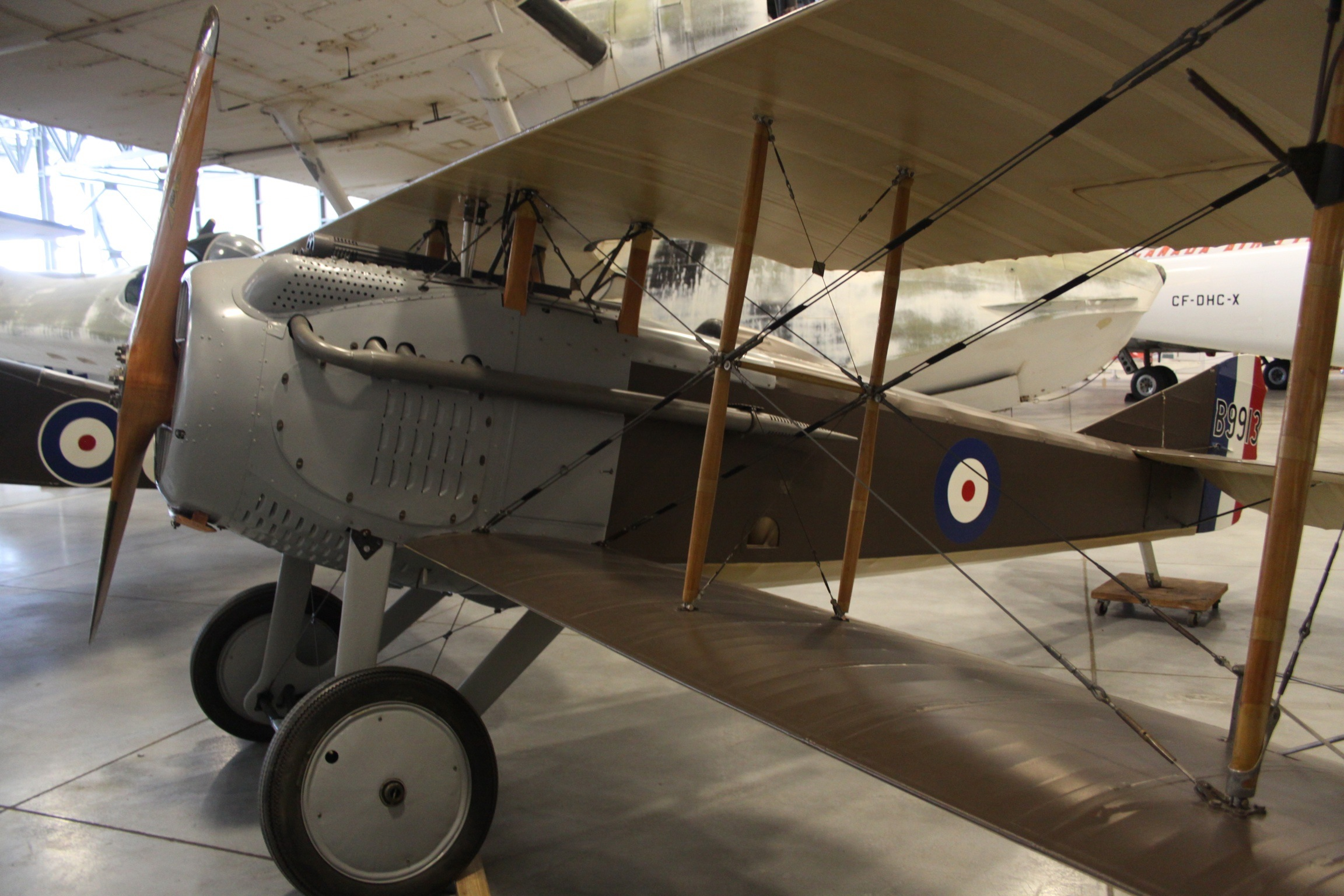
SPAD S.VII C1 (B9913)

První SPAD S.VII (S.126) byl předán Royal Flying Corps 9. září 1916 a již 20. září byl tento stroj s britským označením A.253 zařazen do výzbroje 60. perutě RFC k vyzkoušení. 27. a 28. září byly dodány další dva SPADy s čísly S.140 a S.143 (později přeznačené na A.262 a A.263). Se strojem A.253 zkoušeným u 60. perutě už 29. září kapitán E. L. Foot sestřelil nepřátelské letadlo. V říjnu 1916 objednaly RFC 30 SPADů S.VII u firmy Bleriot Aeronautique – první stroj S.1002 (A.310) byl dodán 10. listopadu a poslední stroj 3. března 1917. Pro potíže s pomalým plněním dodávek učinily RFC druhou objednávku na 50 SPADů u firmy Kellner et ses Fils.
První SPAD pro námořní letectvo Royal Naval Air Service byl dodán 23. listopadu 1916 do Námořní stanice v Dunkerku. Zde byl v průběhu prosince podroben testům. Šlo o stroj S.211, který byl u RNAS dočasně přeznačen na N3399 a po týdnu následně získal definitivní sériové číslo N9611. Britská Admiralita byla novým strojem natolik zaujata, že objednala licenční výrobu v britských továrnách. 50 strojů měla vyrobit firma Mann, Egerton & Co z Norwiche a dalších 50 British Nieuport z Cricklewoodu.
Vzhledem k obtížné situaci RFC na západní frontě, kde trpěly nedostatkem letounů k nahrazování ztrát, došlo 26. února 1917 mezi RFC a RNAS k dohodě o vzájemné výměně SPADů S.VII a Sopwithů Triplane. RFC převzaly všechny SPADy námořnictva i s jejich dalšími objednávkami a RNAS za to dostala všechny armádní Triplany. RFC následně zrušily objednávku 50 SPADů u British Nieuport (která mezitím změnila jméno na Air Navigation Company, Ltd.) a nahradily ji objednávkou strojů S.E.5. Dalších 100 SPADů si RFC objednaly od britské pobočky Blériot Aéronautique v Brooklandu. Celkem se v Británii vyrobilo 220 SPADů S.VII a z Francie bylo k britským jednotkám dodáno 185 kusů.
Letouny dodávané z britských továren skončily skoro všechny u jednotek sloužících na britských ostrovech nebo na méně exponovaných válčištích v Makedonii (17. peruť RFC), v Mezopotámii (30. a 63. peruť RFC) a v Palestině (72. peruť RFC) s výjimkou 19 kusů prodaných do Spojených států. Důvodem byly jejich horší výkony ve srovnání s francouzskými originály díky nižší kvalitě zpracování (rychlost nižší o 20 km/h a horší stoupavost). Dodávky nových letounů od francouzských výrobců byly ale velmi pomalé a neustále se protahovaly, a tak se SPADy v britském expedičním sboru příliš nerozšířily.
SPADy vyrobené v Británii byly v RFC a RNAS označovány jako SPAD I (verze s motorem o výkonu 112 kW) a SPAD II (s motorem 134 kW). Stejně byly někdy označovány i původní francouzské stroje.
Na západní frontě tvořily SPADy S.VII výzbroj 19. perutě RFC od února 1917 do ledna 1918 a 23. perutě RFC od února 1917 do prosince 1917. Vzhledem k problémům s váznoucími dodávkami nových strojů rezignovalo velení RFC na další vybavování svých jednotek S.VII – 19. peruť byla přezbrojena letouny Dolphin a 23. peruť novými SPADy S.XIII. Nejúspěšnějším pilotem SPADů z řad RFC byl William Kennedy-Cochran-Patrick z 23. perutě RFC, který s S.VII docílil 18 ze svých 21 sestřelů.
Zajímavostí je, že minimálně dva SPADy S.VII z výzbroje 19. perutě RFC se na jaře 1917 dostaly do německých rukou. Prvním byl stroj poručíka Richarda P. Bakera, který 24. března po problémech s motorem a následném souboji s Albatrosem D.III Manfreda Richthofena nouzově přistál za německými liniemi (letoun byl při přistání poškozen). Druhým strojem (B1588) se 18. května stal letoun poručíka J.D.V. Holmese, jemuž za letu přestal pracovat motor a byl nucen nouzově přistát na nepřátelském území. Pilot byl zajat, letoun opraven, opatřen německými výsostnými znaky a podroben srovnávacím letovým zkouškám.

### Rusko
Do Ruska dorazila dodávka 43 SPADů S.VII z Francie na jaře 1917 a ve stejnou dobu byla zahájena jejich licenční výroba v moskevské firmě Duks. Celkem bylo v Rusku vyrobeno asi 100 kusů S.VII. SPADy tvořily výzbroj všech čtyř leteckých oddílů 1. stíhací skupiny pod velením Alexandra Kazakova. Po Říjnové revoluci bojovaly některé SPADy v řadách letectva Rudé armády proti bělogvardějcům a intervenčním armádám.
K ruským letcům bojujícím v řadách 9. KAO (korpusnoj aviaotrjad) patřil i Grigorij Eduardovič Suk, který pocházel ze smíšené česko-ruské rodiny. V kokpitu S.VII dosáhl na přelomu října a listopadu 1917 4 vítězství ze svých celkových 10.

### Spojené státy americké

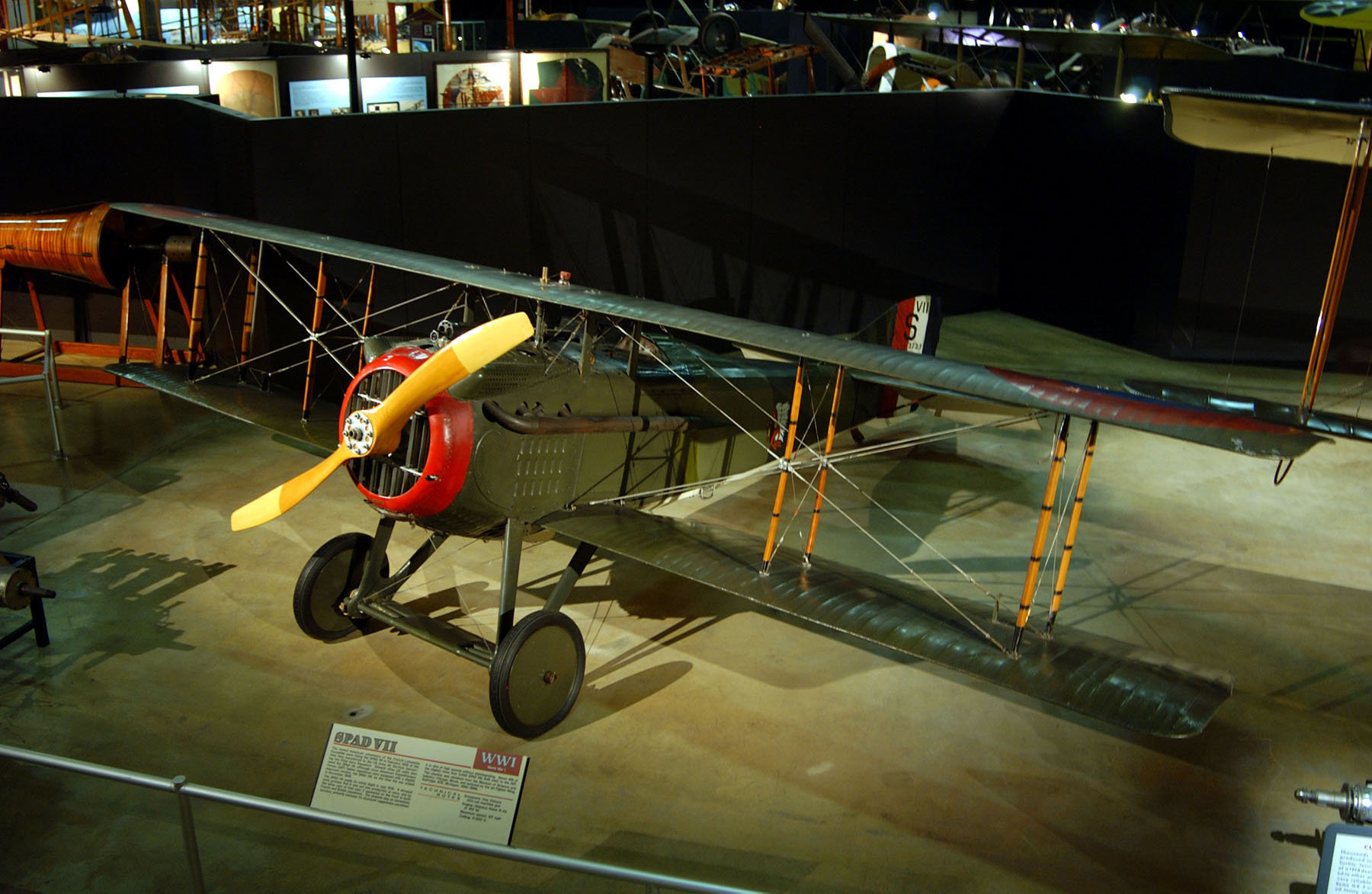
SPAD S.VII v Národním muzeu USAF ve státě Ohio

Američtí piloti létali na SPADech S.VII ještě před oficiálním vstupem USA do války a to jako dobrovolníci v několika francouzských jednotkách. Největší část z nich působila v Escadrille 124 Lafayette, která byla sice tvořena francouzským pozemním personálem a francouzským velitelem, ale prakticky všichni piloti byli Američané. Jednotka byla v prosinci 1917 převedena k Aviation Section, U.S. Signal Corps i s francouzským personálem jako 103. Aero Squadron. Prvním leteckým esem této jednotky byl Paul Frank Baer.
Po vstupu USA do války (6. dubna 1917) se plánovala výroba 3000 SPADů S.VII přímo ve Spojených státech, ale z tohoto plánu nakonec sešlo a všechny SPADy v amerických službách pocházely z Francie (vyjma 19 kusů dodaných z Británie). V Evropě Americké expediční síly převzaly celkem 189 S.VII a využívaly je hlavně v prvních měsících roku 1918. Později je vytlačil ze služby SPAD S.XIII, jenž se stal základním stíhacím typem amerických sil v Evropě. V době uzavření příměří sloužily u United States Army Air Service už jen ojedinělé exempláře.

### Itálie
Italské letectvo Aeronautica del Regio Esercito dostalo první SPADy S.VII v březnu 1917, kdy začaly sloužit u 77. a 91. squadriglie. Italské stíhací jednotky obvykle používaly smíšenou výzbroj, a tak po boku SPADů sloužily u stejných jednotek i Nieuporty, Hanrioty ap. Na SPADech létal i nejúspěšnější italský stíhač první světové války Francesco Baracca. Tomu očividně nevadila slabší výzbroj SPADu S.VII pouze jedním kulometem, když prohlásil: „Nezáleží na tom, že je sedmička vyzbrojena jen jedním kulometem. Pokud jste dobrý stíhač, je jeden kulomet dost.“
Italové využívali i průzkumné verze S.VII např. při nebezpečném snímkování Terstu 22. února 1918 a opět na konci března téhož roku.
S.VII v italském letectvu sloužily až do poloviny 20. let na rozdíl od početnějších S.XIII, které Italové po skončení války prodali.

### Belgie
Už v létě 1917 dostalo 15 SPADů S.VII do výzbroje belgické letectvo Aviation Militaire Belge. Vyzbrojilo s nimi svou 5. escadrillu (5me Escadrille de Chasse), u které vydržely až do března 1918, kdy byla přejmenována na 10. escadrillu (10me Escadrille de Chasse) a přezbrojena na SPADy S.XIII. Jako první létal s S.VII u 5. escadrilly třetí nejúspěšnější belgický stíhač Edmond Thieffry (celkem 10 vítězství) a dosáhl s ním prvního sestřelu už 16. srpna 1917. Thieffry v kokpitu S.VII docílil ještě dalších tří vítězství, než byl v únoru 1918 sám sestřelen a zajat.

### Polsko
Na letounech SPAD S.VII létali polští letci ve francouzském a ruském letectvu už před znovuzískáním nezávislosti Polska 3. listopadu 1918. Od prosince 1917 do května 1918 létaly dva stroje tohoto typu u 1. leteckého oddílu 2. polského sboru (I Polski Oddział Awiacyjno Bojowy II Korpus). V noci z 10. na 11. května 1918 ale oba stroje zabavili Němci, kteří oddíl odzbrojili. Poté 2. listopadu 1918 byl na letišti Lewandówka u Lvova získán další S.VII, který ovšem již při zalétávání havaroval a pilot por. Garsztka zahynul.
V roce 1919 polská mise (Polska Misja Zakupów Wojskowych) generála Jana Romera zakoupila ve Francii 18 strojů SPAD VII pro polské letectvo.  Převzato bylo 18 S.VII francouzské escadrilly SPA 162, která byla polonizována a přeznačena na 19. stíhací eskadru.
Během rusko-polské války byly SPADy používány na jihovýchodní a východní frontě. Po ní bylo 6 strojů 19. eskadry předáno do Wyższej Szkoły Pilotów na letišti Ławica v Poznani. Poslední SPADy byly z polského letectva vyřazeny v roce 1923.

### Další uživatelé
V srpnu 1917 bylo k různým francouzským útvarům umístěno 13 portugalských pilotů. Nejslavnějším z nich se stal přítel Georgese Guynemera Oscar de Monteiro Torres, který létal u SPA 65 a 20. listopadu 1917 sestřelil dva německé letouny. Ve stejném souboji byl ale smrtelně zraněn a jeho SPAD S.VII (číslo S 4268) padl v letuschopném stavu do německých rukou. Torresův přemožitel Rudolf Windisch následně na kořistním SPADu létal. Nejúspěšnějším portugalským stíhačem však byl Alberto Lello Portela se 3 sestřely, kterých dosáhl v řadách SPA 124.
V únoru 1919 vznikla v Amadoře u Lisabonu Grupo de Escadrilhas de Aviação Republica – první skutečná jednotka portugalského letectva (před tím byla existence portugalského letectva pouze formální), v jejíž výzbroji bylo i 12 ve Francii zakoupených S.VII.
Při poválečném výprodeji se SPADy dostaly i do několika dalších zemí. Rumunsko vlastnilo tři eskadry S.VII až do roku 1924, Jugoslávie měla dvě eskadry do roku 1926 a v Brazílii jimi na počátku 20. let byla vyzbrojena 2. Grupo de Aviação v Santa María.

### SPADy československých letců
Několik československých letců létalo na SPADech S.VII ještě před vznikem samostatného Československa. Šlo o 4 české piloty, kteří ve Francii podstoupili pilotní výcvik, a poté byli zařazeni k různým francouzským jednotkám vyzbrojeným SPADy. Jmenovitě se jednalo o Václava Piláta, Augustina Charváta, Václava Kahovce a Viléma Stanovského. Václav Pilát byl příslušníkem escadrilly SPA 124 a během své služby byl oceněn několika citacemi v armádních rozkazech a třikrát vyznamenán, z toho jednou nejvyšší medailí jakou mohl francouzský voják na frontě dostat – Médaille militaire. Augustin Charvát působil u jednotky SPA 315, Václav Kahovec u SPA 75 a Vilém Stanovský u SPA 158. Charvát, Kahovec a Stanovský se po válce stali důstojníky československého letectva, kde mohli zúročit své zkušenosti s letouny SPAD (zejména Stanovský ve své funkci velitele leteckého učiliště).

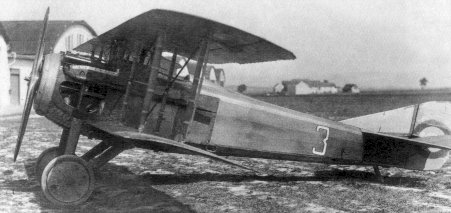
SPAD VII Vzduchoplaveckého učiliště v Chebu počátkem 20. let

Po válce Československo od francouzské vlády postupně zčásti zakoupilo a zčásti dostalo darem 140–150 SPADů. Z nich přibližně polovina byla typu S.VII a druhá polovina typu S.XIII. Už 30. dubna 1919 Francie oznámila, že Československu daruje mimo jiné 50 SPADů S.VII. V československém letectvu byly S.VII někdy označovány jako Spad I a S.XIII jako Spad II. Často se ale i v oficiálních dokumentech hovoří jen o letounech Spad bez rozlišení typu, díky čemuž nelze zcela přesně určit kolik bylo S.VII a kolik S.XIII. Některé z těchto strojů byly od počátku určeny za zdroj náhradních dílů, a tak u nás skutečně létalo jen 117 Spadů. Vzhledem k tomu, že dodávané SPADy byly válečnými vysloužilci dlouhodobě skladovaní pod širým nebem, nebyl jejich technický stav příliš dobrý. Pověřenci Ministerstva národní obrany, kteří ve Francii letouny přebírali, byli instruováni, aby zjišťovali, zda lze plátěný potah propíchnout prstem. Ve většině případů tomu tak bylo…
Letouny dodané z Francie byly skladovány na pražském Výstavišti a postupně procházely revizemi a opravami, které prováděly Hlavní letecké dílny v Praze (později přeměněné na Vojenskou továrnu na letadla neboli Letov), nově vzniklé letecké továrny Aero a Avia a od roku 1920 i Hlavní letecké dílny v Olomouci. Vzhledem k výše zmíněnému špatnému stavu SPADů se ale jejich opravy protahovaly. První jednotka, která jimi měla být vyzbrojena, letecká setnina „Spad“ č. 2 v Nitře, měla od svého založení 15. července 1919 až do konce září 1919 ze slíbených 10 strojů ve výzbroji jen jediný. Po přeložení jednotky do Uherského Hradiště stoupl počet jejích S.VII na 6, zbylé 4 byly poškozeny jiskrami od lokomotivy při přepravě po železnici a musely zpět do opravy, která trvala až do prosince. Několik dalších S.VII v té době létalo i u dalších jednotek. Od 4. října 1919 disponovala „smíšená“ letecká setnina č. 5 jedním a později dvěma SPADy S.VII a v listopadu dostala jeden stroj i pilotní škola.
K 20. prosinci 1919 uvádělo Velitelství čs. vojenského letectví na svém seznamu „letadel vhodných pro válečné účely“ 41 SPADů – 11 u jednotek, 27 v Leteckém skladišti a 3 v opravě u Leteckých dílen. V průběhu roku 1920 byla S.VII vyzbrojena letecká setnina č. 8 v Chebu a č. 9 v Olomouci a nakonec i setnina č. 10, která měla původně dostat rakouské Phönixy. Od října Spady sloužily i v Čs. ústřední škole pro vzduchoplavectví (později Letecké učiliště) v Chebu. V přehledu „Situace čs. branné moci“ vydaném Hlavním štábem v lednu 1921 bylo uvedeno 45 SPADů S.VII, ale všechny byly označeny jen jako „letadla z nouze boje schopná“.
O více než rok a půl později, 11. října 1922, uvedl vzduchoplavecký odbor MNO ve svém hlášení, že má ve stavu 58 SPADů S.VII.

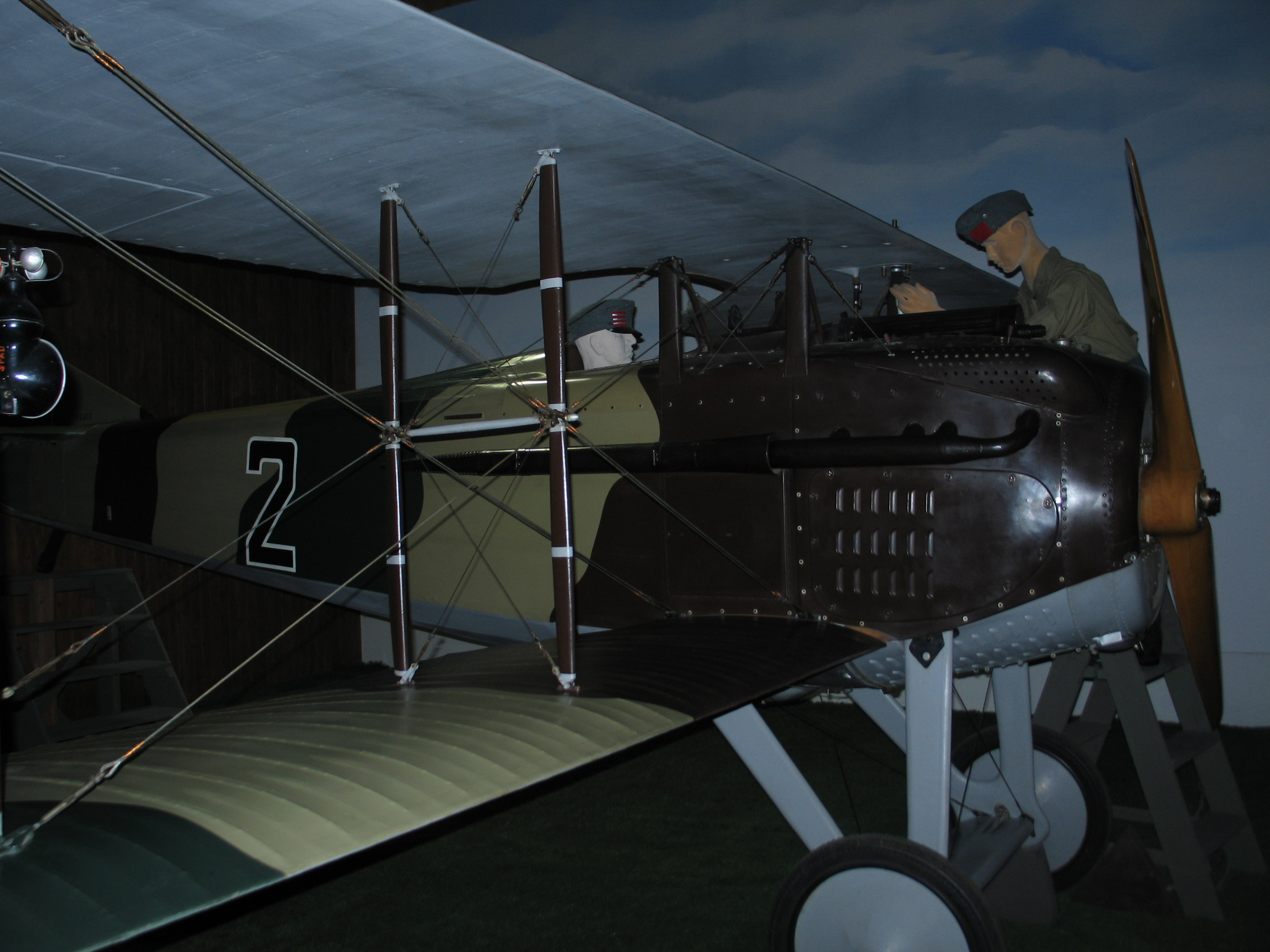
SPAD S.VII (výrobní číslo 11583) v Leteckém muzeu Kbely v roce 2006

Dne 1. září 1920 proběhla velká reorganizace československého letectva, při níž byly zřízeny letecké pluky 1, 2 a 3 a dosavadní stíhací letecké setniny číslo 2, 8, 9 a 10 byly nahrazeny rotami 32/1 (tj. 32. rota leteckého pluku 1), 34/1, 33/2 a 31/3. O čtyři roky později, v roce 1924, byly roty přejmenovány na letky. Počty SPADů sice v roce 1922 umožňovaly zřídit i další stíhací roty, ale problémem byl nedostatek pilotů schopných s nimi létat. Proto narůstal počet SPADů přidělených pokračovací škole Leteckého učiliště v Chebu a od roku 1922 tam bylo soustředěno více těchto strojů než u jednotlivých pluků. V následujících letech se sice řady nově vycvičených pilotů rozrůstaly, ale naopak řady SPADů začaly řídnout. Projevovaly se na nich roky tvrdé služby ve francouzské a v československé armádě. V již zmíněném hlášení z 11. října 1922 odhadoval vzduchoplavecký odbor MNO, že do konce následujícího roku bude vyřazeno 40 SPADů S.VII a zbývajících 18 bude „dáno do stavu cvičných letadel školních“. O rok později, 21. září 1923, stejný odbor už navrhuje SPADy z důvodu stáří a opotřebení „spotřebovat ve vzduchoplaveckém učilišti a zrušit“. Takový návrh ale narazil na skutečnost, že SPADy u bojových jednotek nebylo čím nahradit. Letouny domácí produkce (Letov Š-4, Avia B-3 a Aero A-18) se díky svým vlastnostem a výkonům hodily pouze k výcviku a nákupy zahraničních strojů se neplánovaly. Proto nezbývalo nic jiného než SPADy používat dál a snažit se co nejvíce zmírňovat jejich opotřebení. Přesto na jaře 1924 výrazně narostl počet havárií způsobených technickým stavem letadel. To vedlo až k zákazu provádění akrobacie na SPADech, který vydal 14. června 1924 letecký odbor MNO s odůvodněním, že materiál je starý a opotřebený a po generálních opravách nelze zjistit, zdali jdou všechny části pevnostně vyhovující. To znamenalo, že se SPADy nedaly používat k bojovému stíhacímu výcviku, ale pouze k cvičným letům bez akrobacie. Po červnu 1924 se s nimi u bojových jednotek létalo jen výjimečně a v hlášení leteckého odboru MNO Hlavnímu štábu ze 25. října 1924 o stavu stíhacích jednotek už SPADy ani nejsou uvedeny ve výzbroji.
O dva roky déle vydržely SPADy u Leteckého učiliště v Chebu, a to nejen díky charakteru zdejších školních letů, ale i od počátku prozíravému způsobu jejich užívání. Už 3. března 1920 vedení učiliště svých prvních devět letuschopných S.VII rozdělilo na dvě skupiny. Na pěti probíhal výcvik a zbylé čtyři byly uskladněny. Tyto záložní stroje bylo povoleno užívat „až teprve tehdy, kdyby některé létadlo Spad bylo značně poškozeno“. Stejně se zacházelo i s letouny, které sem přibyly později od bojových útvarů. I přes tuto šetrnost se ale stupeň opotřebení projevoval stále více, a tak poslední zmínky o zalétávání opravených SPADů pocházejí z jara 1926. Poté bylo 20. září vypracováno podrobné hlášení o stavu jednotlivých strojů a na jeho základě bylo rozhodnuto 26. února 1927 odeslat všech 44 vrtulí pro SPADy S.VII do Hlavního leteckého skladu v Olomouci. To byl konec služby SPADů S.VII u československého letectva, i když se pak ještě několik draků používalo až do července 1929 při výuce leteckých mechaniků.
V Československu létalo několik SPADů i po jejich vyřazení z armády. Západočeský aeroklub v Plzni zakoupil tři S.VII za cenu starého materiálu a provozoval je mezi 3. srpnem 1927 a 10. zářím 1930. Jednalo se o stroje s imatrikulací L-BIZI (výrobní číslo 2453), L-BIZL (11583) a L-BIZP (20030). Po havárii byl L-BIZI zrušen a jeho části používány k udržování zbylých dvou SPADů v letuschopném stavu. Po výmazu z rejstříku v roce 1930 se letoun L-BIZL nakonec dostal do sbírek Národního technického muzea, v letech 1982 až 1984 prodělal generální opravu a dnes je vystaven v Leteckém muzeu Kbely v podobě z let 1919–1920.

## Varianty
- SPAD S.V – prototyp
- SPAD S.VII – hlavní výrobní verze
- SPAD S.X – plováková verze, postaven pouze prototyp

## Specifikace (SPAD S.VII C.1 s motorem HS 8 Aa)

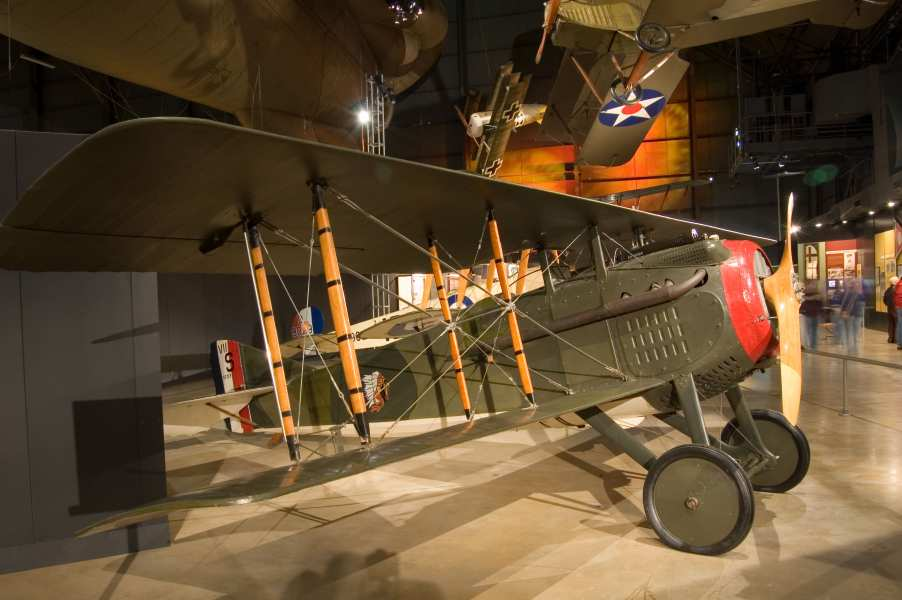
SPAD S.VII v Národním muzeu USAF s dobře viditelným systémem mezikřídelních vzpěr

### Technické údaje
- Posádka: 1 pilot
- Délka: 6,08 m
- Rozpětí horního křídla: 7,82 m
- Rozpětí dolního křídla: 7,57 m
- Výška: 2,20 m
- Plocha křídel: 17,85 m²
- Prázdná hmotnost: 500 kg
- Vzletová hmotnost : 735 kg
- Pohonná jednotka: 1× vidlicový osmiválec Hispano-Suiza 8Aa
- Výkon pohonné jednotky: 150 koní (110 kW)

### Výkony
- Maximální rychlost: 187 km/h ve výšce 2100 m
- Vytrvalost: 2 hod a 40 min
- Dostup: 5500 m
- Stoupavost: do 2000 m za 6 min a 40 sec

### Výzbroj
- 1× synchronizovaný kulomet Vickers ráže 7,7 mm

## Specifikace (SPAD S.VII C1 s motorem HS 8Ab)

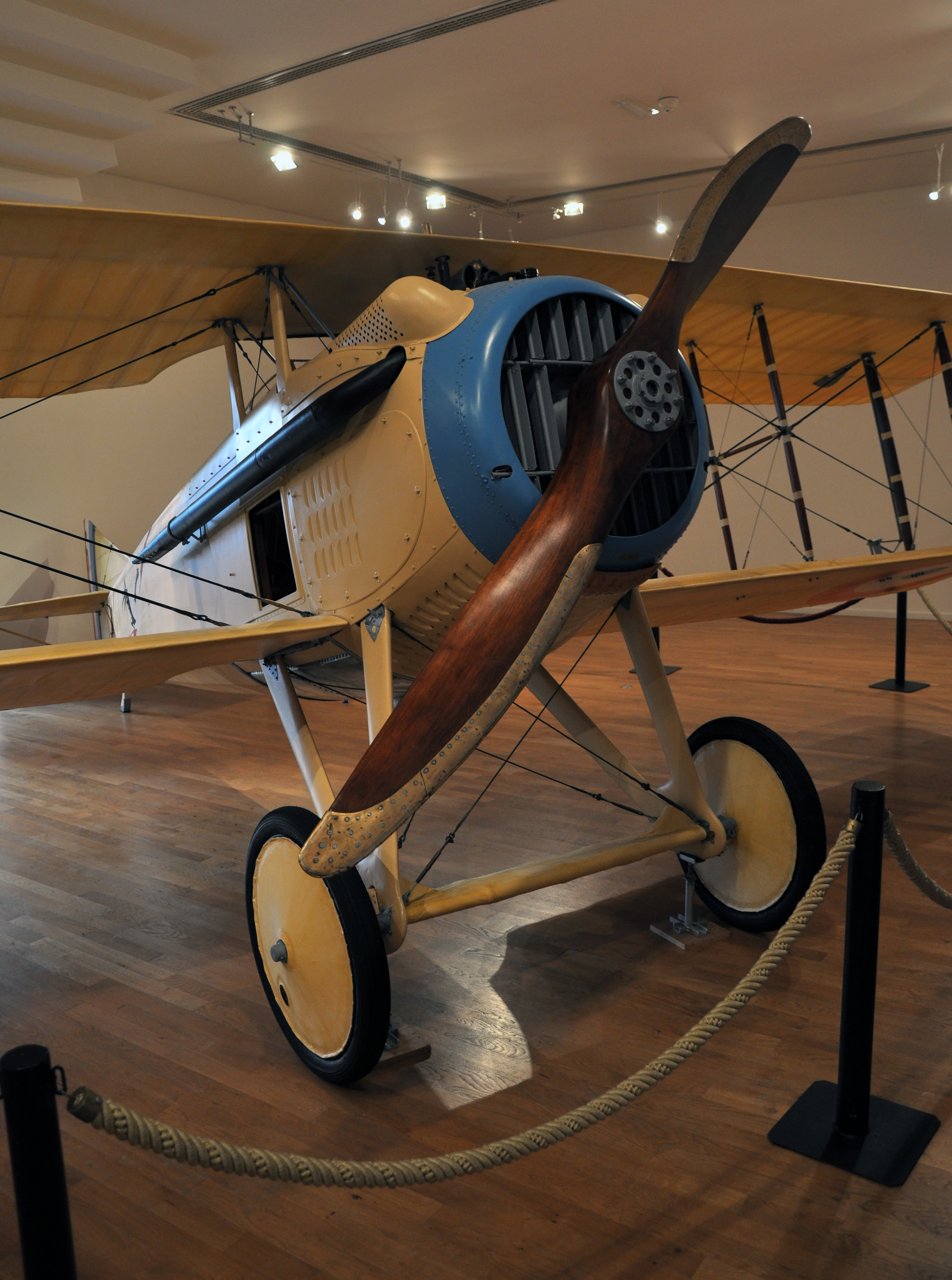
SPAD S.VII

### Technické údaje
- Posádka: 1 pilot
- Délka: 6,08 m
- Rozpětí horního křídla: 7,82 m
- Rozpětí dolního křídla: 7,57 m
- Hloubka horního křídla: 1,42 m
- Hloubka dolního křídla: 1,28 m
- Výška: 2,20 m
- Plocha křídel: 19,10 m²
- Plošné zatížení: - kg/m²
- Prázdná hmotnost: 500 kg
- Vzletová hmotnost : 735 kg
- Pohonná jednotka: 1 × vidlicový osmiválec Hispano-Suiza 8Ab
- Výkon pohonné jednotky: 180 koní (132 kW)

### Výkony
- Maximální rychlost: 212 km/h ve výšce 2000 m
- Vytrvalost: 2 hod a 15 min
- Dostup: 6550 m
- Stoupavost: do 2000 m za 5 min a 25 sec

### Výzbroj
- 1× synchronizovaný kulomet Vickers ráže 7,7 mm

## Uživatelé
- Argentina (2 kusy), Belgie, Brazílie, Československo (asi 70 kusů), Estonsko (2 kusy), Finsko (1 kus), Francie, Chile (1 kus), Írán, Itálie, Japonsko, Jugoslávie, Nizozemsko (1 kus), Peru (2 kusy), Polsko, Portugalsko, Rumunsko, Rusko, Řecko, Spojené státy americké, Thajsko, Turecko, Ukrajina (2 kusy), Velká Británie (RAF, RFC, RNAS).